# Osrednja knjižnica Srečka Vilharja Koper
Osrednja knjižnica Srečka Vilharja Koper (Biblioteca centrale Srečko Vilhar Capodistria) je osrednja splošna knjižnica s sedežem v palači Brutti na Trgu Brolo 1 (Koper); ustanovljena je bila leta 1975.
Poimenovana je bila po Srečku Vilharju. Ima dislocirane enote: potujoča knjižnica, Semedela in Markovec.